# اچ‌ام‌اس بوتیمار (۱۸۹۷)
اچ‌ام‌اس بوتیمار (۱۸۹۷) (به انگلیسی: HMS Bittern (1897)) یک کشتی بود. این کشتی در سال ۱۸۹۷ ساخته شد.